# 西河郡
西河郡（せいが-ぐん）は、中国にかつて存在した郡。漢代から唐代にかけて、現在の山西省および内モンゴル自治区にまたがる地域に設置された。

## 概要
紀元前125年（元朔4年）、上郡の北部が分割されて、西河郡が立てられた。郡治は平定県に置かれた。
前漢の西河郡は朔方刺史部に属し、富昌・騶虞・鵠沢・平定・美稷・中陽・楽街・徒涇・皋狼・大成・広田・圜陰・益蘭・平周・鴻門・藺・宣武・千章・増山・圜陽・広衍・武庫・虎猛・離石・穀羅・饒・方利・隰城・臨水・土軍・西都・觬氏・平陸・陰山・博陵・塩官の36県を管轄した。王莽のとき、帰新郡と改称された。
後漢が建てられると、西河郡の称にもどされた。西河郡は并州に属し、離石・平定・美稷・楽街・中陽・皋狼・平周・平陸・益蘭・圜陰・藺・圜陽・広衍の13県を管轄した。
西晋のとき、西河国が置かれ、離石・隰城・中陽・介休の4県を管轄した。永嘉の乱のため、その地は失陥した。
484年（太和8年）、北魏により西河郡が再び置かれた。西河郡は介州に属し、隰城・介休・永安の3県を管轄した。
北斉のとき、西河郡は南朔州に属した。北周のとき、西河郡は介州に属した。
583年（開皇3年）、隋が郡制を廃すると、西河郡は廃止され、介州に編入された。607年（大業3年）に州が廃止されて郡が置かれると、介州は西河郡と改称された。西河郡は隰城・介休・永安・平遥・霊石・綿上の6県を管轄した。
618年（武徳元年）、唐により西河郡は浩州と改められた。620年（武徳3年）、浩州は汾州と改称された。742年（天宝元年）、汾州は西河郡と改称された。758年（乾元元年）、西河郡は汾州と改称され、西河郡の呼称は姿を消した。